# 8mm 2 - Inferno di velluto
8mm 2 - Inferno di velluto (8mm 2) è un film del 2005 diretto da J.S. Cardone.
Film thriller destinato all'home video, il cui titolo fa pensare ad un sequel del film del 1999 con Nicolas Cage 8mm - Delitto a luci rosse, benché le storie dei due film non abbiano nulla a che vedere l'una con l'altra.

## Trama
Budapest. David e Tish sono una coppia di americani, ricchi e benestanti, in procinto di convolare a nozze. Un giorno, recandosi in vacanza alle terme, fanno la conoscenza di una donna, Risa, che fa il bagno in piscina completamente nuda. David, profondamente colpito dal fascino della ragazza, prende informazioni su di lei e, andando con Tish a ballare in una discoteca, la rivedono in mezzo alla pista da ballo. Risa inizia a ballare in modo molto sensuale e provocante con Tish, sotto gli occhi stupiti di David. Tish, evidentemente eccitata dal fare di Risa, propone al futuro marito di fare una cosa a tre.
Finita la vacanza alle terme, tutto sembra tornato normale per David e Tish: David impegnato con un affare petrolifero, Tish nei preparativi per il matrimonio. Un giorno David riceve una busta assieme alla corrispondenza. Aprendola, scopre con raccapriccio che qualcuno ha fotografato il loro amplesso, ricattandoli e chiedendo loro 200.000 dollari. La coppia non ci sta e decide di avventurarsi nel mondo della pornografia di Budapest, alla ricerca del ricattatore. Decidono comunque di pagare la somma, e si incontrano col ricattatore nei pressi di un luna park abbandonato. Lo scambio però non riesce, e il ricattatore fugge lasciando però la valigia coi soldi. La coppia riesce ad ottenere l'indirizzo del loro aguzzino, ma lo trovano seduto sulla poltrona, morto.
Dopo altre indagini, riescono a rintracciare il locale dove Risa si esibiva, e qui riescono anche a conoscere il suo indirizzo, ma la trovano morta nella vasca da bagno. Qualcuno si fa vivo comunicando che ora il prezzo è aumentato ad un milione di dollari. David vorrebbe recarsi solo all'appuntamento, ma Tish insiste. Vengono però intercettati da un detective che nel frattempo aveva seguito i due. Tish aspetta in auto, osservando sia David che il detective entrare nel capannone luogo dell'incontro. Sentiti però dei colpi di arma da fuoco, Tish irrompe nell'edificio notando il detective riverso a terra, morto, mentre una telefonata la avverte che David è stato preso in ostaggio e che per liberarlo vogliono cinque milioni di dollari, uno per il video e quattro per la vita di David.
Tish riesce a trovare i soldi richiesti e, dopo una ricerca estenuante per mezza Budapest, ritrova David vivo in uno scantinato. Passa del tempo: i due si sono sposati e la vita sembra ritornata normale, ma nel finale, sulla metropolitana, Tish scorge sul treno opposto David, assieme a Risa, al detective ed al ricattatore. David incrocia lo sguardo allibito di Tish, che in quel momento capisce di essere stata ingannata sia economicamente che riguardo ai sentimenti che prova per lui.